# HPD Matija Petar Katančić
Hrvatsko pjevačko društvo Matija Petar Katančić osnovano je 1905. godine kao pjevačko i tamburaško društvo. Nastalo je najvjerojatnije spajanjem i novom organizacijom ranijeg Pjevačkog kluba i tamburaškog zbora Slavulj koji su još devedesetih godina 19. stoljeća djelovali pri Hrvatskoj čitaonici u Valpovu. Društvo nosi ime po najpoznatijem Valpovčaninu, franjevcu Matiji Petru Katančiću (1750. – 1825.), književniku, arheologu, prevoditelju, numizmatičaru i povjesničaru. U kulturnom i glazbenom životu Valpova i okolice Zbor, uz nekoliko prekida, sudjeluje od svoga osnutka. Njeguje uglavnom a cappella pjevanje, a repertoar Zbora čine djela domaćih i stranih skladatelja iz svih razdoblja te obrade narodnih pjesama iz Slavonije i ostalih hrvatskih krajeva. Tijekom svoje stoljetne povijesti Društvo je imalo i svoj tamburaški te folklorni sastav. U novije vrijeme Zboru je dodijeljeno nekoliko visokih priznanja na raznim smotrama pjevačkih zborova. U godini svoga stoljetnog jubileja - 2005. Zbor je snimio i vlastiti nosač zvuka. Povodom proslave 100. obljetnice osnutka Hrvatski sabor kulture Zboru je dodijelio Zlatnu plaketu.